# 242 AT PLM 1 à 120

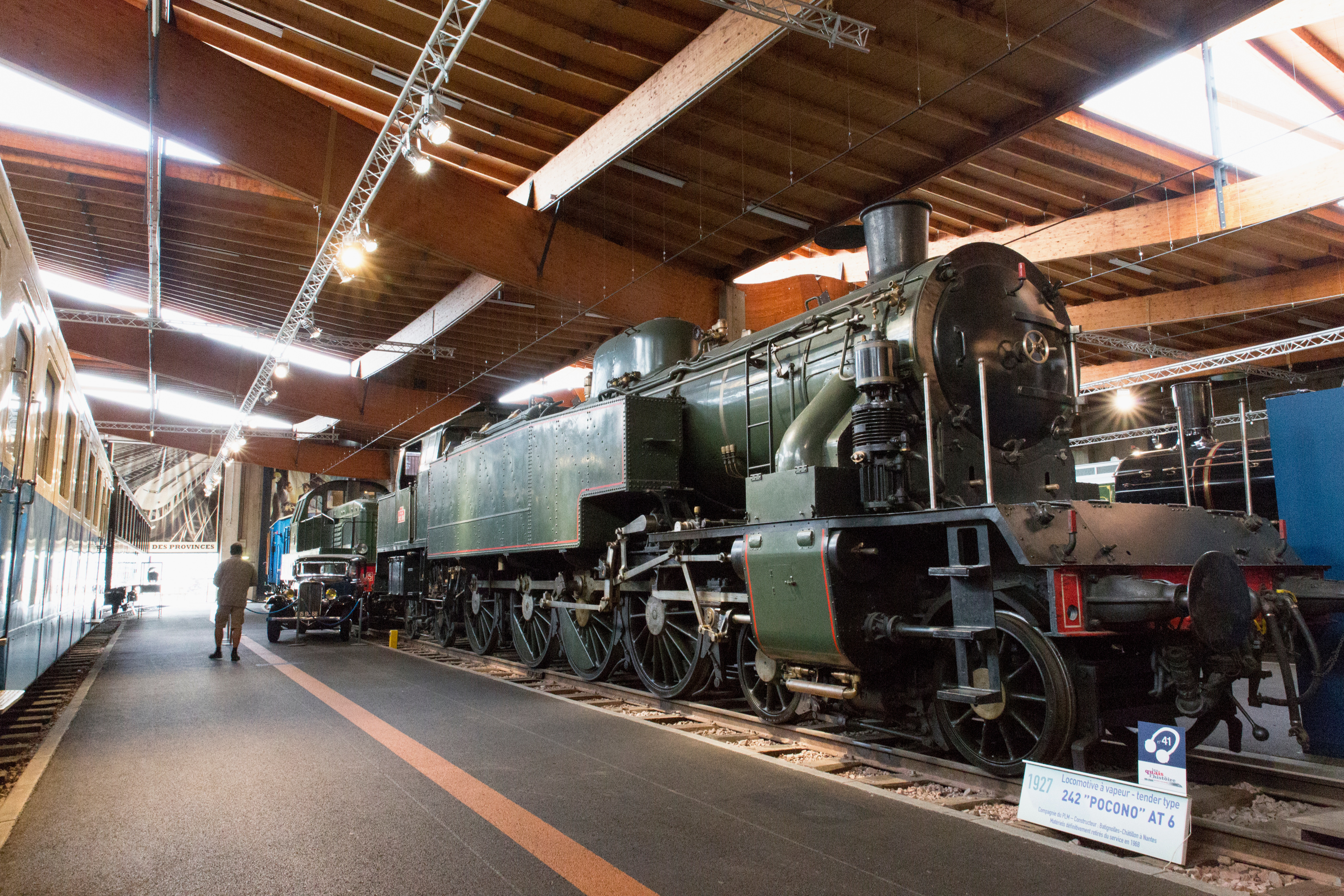
La locomotive PLM 242 AT 6 préservée à la Cité du train.

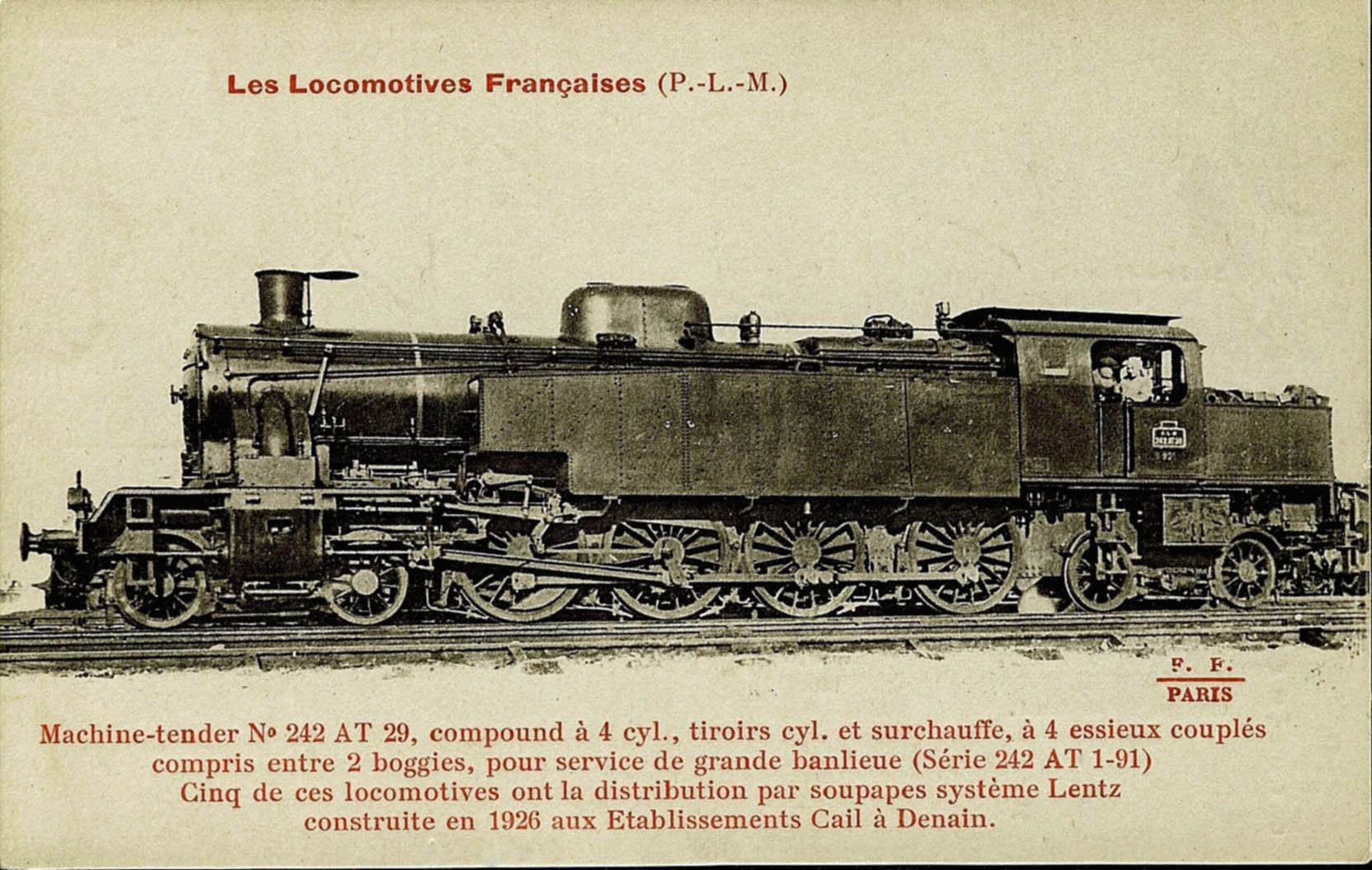
Locomotive 242 AT 29

Les 242 AT 1 à 120 sont des locomotives à vapeur du type Northern. Ces locomotives-tender furent construites pour la Compagnie du chemin de fer Paris-Lyon-Méditerranée de 1926 à 1929 par :
- la Société Française de Constructions Mécaniques située à Denain
- la société Batignolles-Châtillon située à Nantes
- et la société Schneider située aux Creusot

## Genèse
Elles font partie d'une série de machines de type 242 T conçues pour pallier le manque de puissance et d'accélération de série anciennes sur les trains de banlieue et qui comprenait aussi les : 242 BT 1 à 31, les 242 CT 1 à 50 et les 242 DT 1 à 50.
En 1938 les 120 machines devinrent les 5-242 TA 1 à 120 à la SNCF.

## Description
Ces machines disposaient d'un moteur compound à quatre cylindres et la distribution était du type « Walschaerts ». Le foyer était de type « Belpaire » et l'échappement un trèfle à 3 jets du type « PLM » . Les bogies était du type classiques « PLM » et avaient un déplacement latéral de + ou - 91 mm. Contrairement à leurs cousines des chemins de fer d'Alsace-Lorraine, les T20 AL 8601 à 8630 (futures : 1-242 TA 601 à 630), les soutes à eau n'étaient disposées que latéralement.

## Utilisation et service

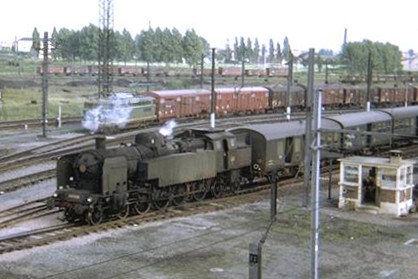
Une 242 TA ex-PLM à Lille en 1968.

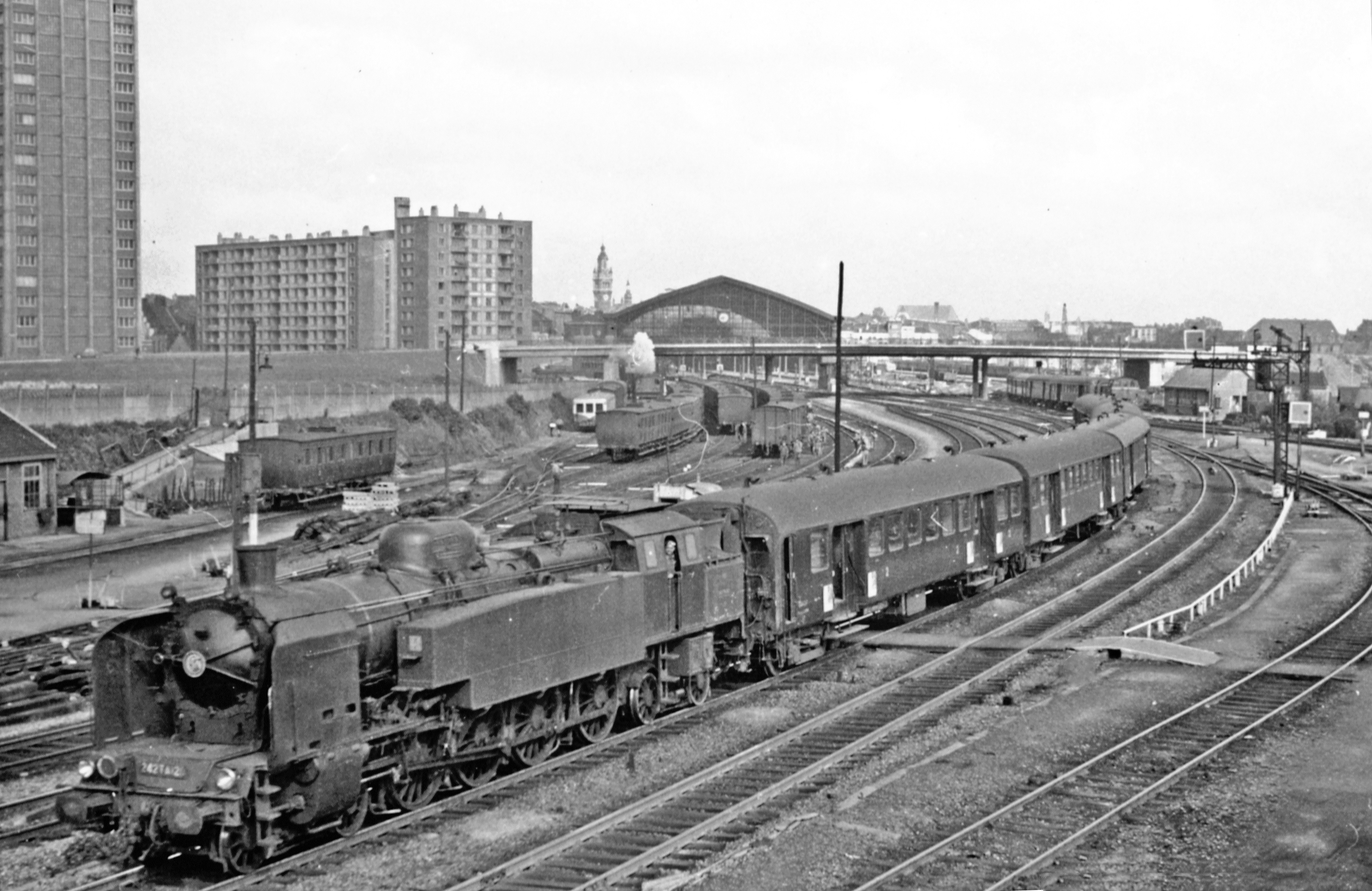
Un train tracté par une 242 TA et composé de « voitures banlieue Nord » quitte la gare de Lille le 11 juin 1957.

D'emblée les premières machines sont affectées au dépôt de Paris-Charolais pour remplacer les 232 AT PLM 1 à 50 (futures : 5-232 TA 1 à 50) et 232 BT PLM 1 à 45 (futures : 5-232 TB 1 à 45) en faisant montre d'excellentes qualités. Par la suite des livraisons, les machines connurent les dépôts de : Villeneuve-Saint-Georges, Nice, Laroche-Migennes, Montargis, Marseille-Blancarde et Carnoules.
Au sortir de la Seconde Guerre mondiale il manque à l'effectif les 5-242 TA 9, 17, 29, 30, 32, 36, 47, 50, 63 et 101 qui seront considérées comme perdues et plusieurs machines passeront de longs mois en atelier pour réparation. En 1946, la région Sud-Est crée de nouvelles affectations avec : Sens, Chagny et Saint-Étienne. Dès 1947, les deux derniers dépôts cités cèdent leurs machines à celui de Lyon-Vaise et en 1951 fut créée l'avant-dernière affectation avec Dôle et puis en 1956 la dernière avec Vénissieux. L'extinction de la série intervient en 1967.
En 1946, et après montage de la réversibilité, vingt machines sont mutées à la région Nord où les besoins de traction sont accrus du fait de la guerre. Ces machines seront affectées au dépôt de Mitry-Claye. En 1947 la région Nord crée l'affectation de Fives à la suite d'une nouvelle mutation de machines de la région Sud-Est, opération qui sera renouvelée de 1953 à 1960. L'extinction de ces transfuges intervient en 1968.
Si la région Nord prête en octobre 1963 les 2-242 TA 13, 20, 54, 97, 104 et 119 à la région de l'Est, celles-ci devant être retournées pour 1965, la mutation de machines excédentaires fit que la région Nord céda des machines à la région Est dès 1955 et que celle-ci reçut en 1954 des machines directement de la région Sud-Est où elles vinrent épauler leur cousines les 1-242 TA 601 à 630. L'extinction de ces machines intervient aussi en 1968 tout comme leur cousines de l'ex-AL.
Lors de la mutation des premières machines sur la région Nord il fut décidé de les immatriculer 2-242 TA 1 à 40 mais dès le 1er février 1952 cette numérotation est abandonnée avec un retour aux numéros ex-Sud-Est et en ne changeant que l'indicatif de la région. Il sera procédé de même pour les machines se retrouvant sur la région Est. Par contre il fut monté des accessoires typiques du Nord tel : la porte de boîte à fumées, la plaque avant d'immatriculation (inscription sur la traverse en règle générale pour les autres régions) et les écrans pare-fumées. Il est à noter que la région Est montera également des écrans pare-fumées sur les machines 1-242 TA 1, 55, 67 et 103 provenant de 1-242 TA 601 à 630 réformés et que les 1-242 TA 1, 46, 67, 75, 79, 103 et 117 arrivèrent sur la région Est sans avoir eu le temps d'être nordifiées.

## Caractéristiques
- Pression de la chaudière : 16 kg/cm2
- Diamètre des cylindres HP : 420 mm
- Diamètre des cylindres BP : 630 mm
- Diamètre des roues motrices : 1 650 mm
- Diamètre des roues des bogies : 1 000 mm
- Capacité des soutes à eau : 12 m3
- Capacité de la soute à charbon : 5 t
- Masse en ordre de marche : 116,8 t
- Masse adhérente : 64 t
- Longueur hors tout : 17,825 m
- Vitesse maxi en service : 95 km/h

## Locomotive préservée
Une machine, la 242 AT 6 est conservée à la Cité du Train de Mulhouse